# Jo Myong-rok

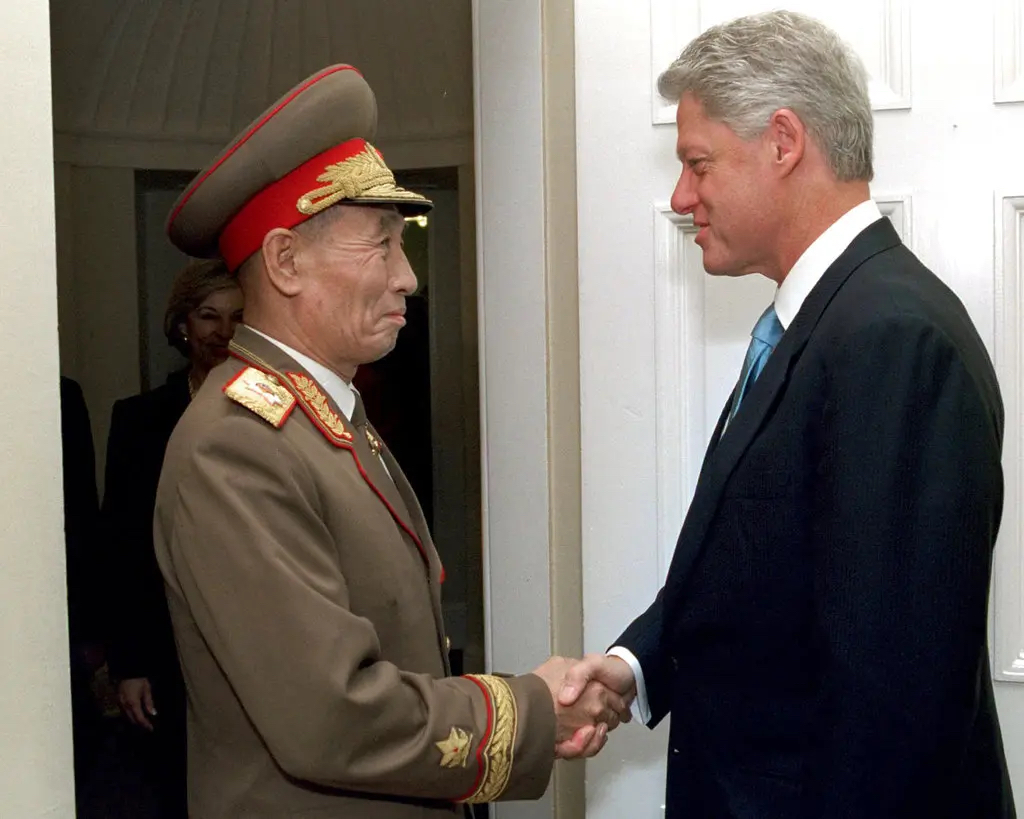
Cho Myong-rok träffar Bill Clinton i Vita huset, oktober 2000.

Jo Myong-rok, född 12 juli 1928 i Yonsa, Norra Hamgyong, död 6 november 2010, var en nordkoreansk politiker och vice marskalk i Koreanska Folkarmén. Han var förste vice ordförande i den Nationella försvarskommissionen från 1978 fram till sin död.
Efter studier i Nordkorea och Sovjetunionen började han flyga för Koreanska Folkarméns flygvapen 1950 och deltog i Koreakriget. 1974 blev han ledamot i centralkommittén för Koreas arbetarparti. Han blev ledamot av Högsta folkförsamlingen 1986.
I oktober 2000 sändes han till USA som Kim Jong-ils sändebud för att träffa Bill Clinton, då han framförde ett personligt meddelande från Kim.